# Richard Byrd (athlétisme)
Pour les articles homonymes, voir Richard Byrd et Byrd.
Richard Leslie « Dick » Byrd (né le 16 mai 1892 à Shiloh et décédé le 20 juin 1958) est un athlète américain spécialiste des sauts et des lancers. Affilié au Adrian College, il mesurait 1,81 m pour 88 kg.

## Biographie

### Palmarès
| Date | Compétition           | Lieu      | Résultat | Épreuve                    | Performance |
| ---- | --------------------- | --------- | -------- | -------------------------- | ----------- |
| 1912 | Jeux olympiques d'été | Stockholm | 4e       | Saut en hauteur sans élan  | 1,50 m      |
| 1912 | Jeux olympiques d'été | Stockholm | 8e       | Saut en longueur sans élan | 3,12 m      |
| 1912 | Jeux olympiques d'été | Stockholm | 2e       | Lancer du disque           | 42,32 m     |
| 1912 | Jeux olympiques d'été | Stockholm | 17e      | Lancer du disque à 2 mains | 62,32 m     |

### Records
| Épreuve           | Performance | Lieu | Date |
| ----------------- | ----------- | ---- | ---- |
| Lancer du disque  | 43,84 m     |      | 1919 |
| Lancer du javelot | 39,57 m     |      | 1912 |